# Enquête à San Juan
Enquête à San Juan est la neuvième histoire de la série Jerry Spring de Jijé. Elle est publiée pour la première fois du no 981 au no 991 du journal Spirou. Puis est publiée dans l'album Le Ranch de la malchance en 1959.

## Univers

### Synopsis
Le marshal fédéral Jerry Spring a été appelé à la rescousse par le shérif de San Juan, en Californie, pour l'aider à résoudre une série de meurtres mystérieux. Alors qu'il passe la nuit dans les ruines d'une vieille mission espagnole à proximité de la ville, Jerry assiste à une tentative de lynchage d'un certain Jack Chapman par une bande d'individus excités menés par un rancher local, Archie Rambler. Son intervention permet à Chapman de s'enfuir. Le lendemain, à San Juan, Jerry rend compte des faits au shérif. Ce dernier, passablement dépassé par les événements, lui explique que plusieurs meurtres ou décès suspects de propriétaires de ranches ont eu lieu dans la région depuis un an. Le dernier en date est celui d'un certain Larry,  qui aurait été abattu par son voisin, Jack Chapman, au cours d'une rixe.
Jerry commence par suivre la piste de Chapman, qui tente de se réfugier au Mexique en traversant les zones désertiques du sud de la Californie. Mais avant d'atteindre la frontière, le poursuivant comme le poursuivi sont capturés par un groupe de bandidos mexicains mélomanes et amateurs de beaux chevaux. Leur chef, qui pense qu'une prime est offerte pour la capture de Chapman, propose à Jerry de ramener le prisonnier en ville et ensuite de revenir leur remettre la prime. Pour garantir son retour, ils garderont en otage le cheval de Jerry, Ruby. Jerry, qui sait bien qu'aucune prime n'est proposée pour la capture de Chapman, accepte malgré tout pour gagner du temps.
Sur le chemin du retour vers San Juan, Chapman affirme à Jerry qu'il n'a pas tué le nommé Larry mais qu'il est victime d'un piège monté par un certain Reiner, un nouveau venu dans la région qui rachète systématiquement les ranches dont les propriétaires ont trouvé la mort. Reiner et ses complices, Archie Rambler et le gros Pat, ont tué Larry et ont tenté de le lyncher avant qu'il ne puisse raconter l'histoire. Avant d'atteindre San Juan, les deux hommes sont interceptés par Pat, l'homme de main de Reiner, mais le chef des bandidos mexicains a pris la précaution de les faire suivre par un de ses hommes, qui intervient à son tour pour les tirer d'affaire : "nous ne tenons pas à perdre la prime pour le señor Chapman".
Arrivé à San Juan, Jerry enferme Chapman dans la prison du shérif en attendant son jugement. Certain que les vrais coupables vont tout faire pour l'éliminer avant qu'il ne puisse parler, Jerry imagine un piège. Il fait en sorte que toute la ville croit qu'il a fêté la capture en se saoulant copieusement en compagnie du shérif, alors qu'en réalité il n'a bu que du thé froid. Persuadé que la garde du prisonnier sera très relâchée, Reiner s'introduit dans la prison et libère Chapman en lui proposant 2000 dollars pour qu'il s'évanouisse dans la nature. Davantage que sa mort, la fuite de Chapman apparaîtra comme une preuve de sa culpabilité. Jerry se démasque alors pour prendre le vrai coupable en flagrant délit, mais son intervention est perturbée par le shérif, qui, lui, n'a pas bu que du thé froid... Au dernier moment cependant, l'arrivée impromptue de Pancho permet de rétablir la situation et d'arrêter Reiner, Rambler et leurs complices.
Le fin mot de l'histoire est lié à la construction prévue d'une ligne de chemin de fer dans la région, qui décuplerait la valeur des terrains traversés. Reiner, ayant eu connaissance du projet, avait entrepris de racheter toutes les propriétés situées sur le tracé, et d'éliminer les propriétaires récalcitrants. Pancho ramène aussi Ruby, le cheval de Jerry Spring. Le chef des bandidos mexicains, un "honorable caballero" bien connu de Pancho depuis longtemps, a accepté d'échanger la prime fantôme sur la tête de Chapman contre celle, bien réelle, promise pour la capture de Pat-le-dur, le dernier complice de Reiner... "Les temps sont durs, señor... Surtout pour les honnêtes bandidos...". 

### Personnages
Jerry Spring : le principal héros de l'histoire, il porte l'insigne de marshal fédéral des États-Unis. Jeune homme aux allures de cow-boy, monté sur un magnifique cheval nommé Ruby, qui n'accepte aucun autre cavalier que lui. Courageux, loyal, fidèle en amitié, il est toujours prêt à redresser les torts, à rétablir la justice et à se porter à l'aide de qui en éprouve le besoin.
Pancho dit El Panchito : mexicain rondouillard, il est l'ami indéfectible de Jerry Spring, même si les initiatives aventureuses de ce dernier le laissent parfois perplexe. Il aime la sieste et la tequila, mais peut aussi à l'occasion s'avérer un redoutable combattant.
Jack Chapman : propriétaire d'un petit ranch en Californie. Accusé d'un meurtre, il est bien prêt d'être lynché.
Archie Rambler : un autre propriétaire de ranch, amateur de justice expéditive.
Reiner : un individu ambitieux, bien renseigné... Et prêt à tout !
Pat le dur : principal homme de main de Reiner.
Le shérif : gardien de la loi à San Juan. Amateur de whisky, nettement dépassé par les événements.
Un honorable caballero  : chef de bande mexicain, amateur de musique et de beaux chevaux. Un homme d'honneur, ami de longue date de Pancho.